# ZAKA
ZAKA (en hebreo: זק"א, abreviatura de Zihuy Korbanot Asson) son las siglas en hebreo para Identificación de víctimas de desastres. Es una organización fundada en 1995 por Yehuda Meshi Zahav en respuesta a una serie de ataques terroristas. Hasta ese momento Israel no tenía un sistema organizado para tratar con las partes del cuerpo y la sangre de las víctimas y que fueran enterrados según la ley judía.
Se trata de un servicio de identificación de las víctimas de las catástrofes, es un organismo caritativo israelí, reconocido por el gobierno israelí y por las Naciones Unidas.

## Historia
Los miembros de ZAKA, la mayor parte de ellos son judíos ortodoxos, participan en la identificación de las víctimas del terrorismo, los accidentes de tráfico y otras catástrofes. Ellos se encargan de recoger los restos de los cuerpos y las manchas de sangre para que las víctimas puedan ser enterradas con dignidad. Ofrecen también primeros auxilios y participan en la búsqueda de personas desaparecidas. ZAKA ha sido enviado a Tailandia, Sri Lanka, la India y a Indonesia después del terremoto y tsunami del 26 de diciembre de 2004, donde tuvieron que trabajar por la noche.
Los fundadores y los miembros de ZAKA llaman a su trabajo: Chesed shel Emet (verdadera bondad), porque están dedicados a que los cuerpos de los judíos masacrados sean enterrados según las leyes de la Halajá. Después de un atentado terrorista, los voluntarios de ZAKA se ocupan también de los cuerpos de los no judíos e incluso de los cuerpos de los terroristas suicidas con el mismo cuidado para que sus restos sean enviados a sus familias. ZAKA empezó cuando un grupo de voluntarios se reunieron para ocuparse de los cuerpos después del atentado del autobús de la línea 405 en el año 1989. El autobús fue más tarde mostrado en varias universidades de los Estados Unidos.
En el año 1995 fueron oficialmente reconocidos por el Gobierno israelí y trabajan conjuntamente con las fuerzas de la Policía. Las actividades del ZAKA han aumentado considerablemente desde el inicio de la segunda intifada, numerosos atentados han generado escenarios de desastres. Al año 2004 un grupo de voluntarios de ZAKA se reunió en La Haya en los Países Bajos con los restos de un autobús destruido el 29 de enero de 2004 en un atentado suicida en Jerusalén. Los restos del autobús estaban recubiertos con fotografías de 950 víctimas del terrorismo palestino, fueron traídas a Washington D. C. para pedir al Gobierno de los Estados Unidos que actuara contra el terrorismo palestino. A finales de 2004 y comienzos de 2005, los miembros de ZAKA han ofrecido sus servicios para participar en la ayuda internacional después del terremoto y tsunami en el Sudeste Asiático el 26 de diciembre de 2004. Su experiencia en la identificación de los cuerpos (38 por semana de media en Israel) les ha permitido de identificar los cuerpos más rápido que los otros equipos extranjeros. En una prolongación natural de sus acciones, ZAKA ha desarrollado nuevas ramas como: una unidad móvil de motocicletas para socorro y urgencias, la unidad de reparación y socorro, la unidad de investigación de los desaparecidos, y otros departamentos dedicados a la comunicación y a la información al público.

## Reconocimiento público
La devoción de los miembros de ZAKA y su profesión para cumplir con su trabajo les ha dado el respeto y la admiración del público. Su contribución dentro de la sociedad israelí ha sido largamente reconocida. Este reconocimiento permite a ZAKA reclutar más voluntarios y recibir más donativos para comprar los equipamientos como los kits de primeros auxilios, las ambulancias, y las motocicletas. Uno de los fundadores de ZAKA, Yehuda Meshi Zahav, ha recibido los honores el día de la celebración del 55 aniversario de la independencia de Israel.
En el año 2005, ZAKA ha sido reconocido por la ONU. ZAKA ha representado más de una vez al estado de Israel, ya que ha ayudado a otros países después de varias catástrofes naturales y varios atentados, como consecuencia de sus intervenciones, ZAKA a merecido el reconocimiento más grande que una organización puede recibir: ser añadido como una organización humanitaria internacional no gubernamental (ONG) por parte de las Naciones Unidas. El presidente alemán Horst Köhler ha sido nombrado en el mes de abril de 2005, como el primer ciudadano alemán que es miembro honorario de ZAKA. La ONU ha reconocido a ZAKA por sus intervenciones y las acciones de la organización, que se prepara para emprender sus actividades a través del mundo y ofrece ayuda, consejo y cooperación. Tras la recepción del documento oficial de las Naciones Unidas, Meshi Zahav dijo:
"Es un gran honor para el Estado de Israel, para la organización y para sus benefactores que la ONU reconozca su trabajo particular y sagrado que nosotros hacemos sin ninguna diferencia entre las razas y las religiones."

## Chesed shel Emet - Respeto por los difuntos
En 1989, un terrorista hizo caer dentro de un profundo precipicio a un autobús de la línea 405, que unía Tel Aviv con Jerusalén. Cuando terminó la evacuación de los heridos, decenas de voluntarios descendieron al terreno con el objetivo de recoger los cuerpos de las víctimas, limpiar las manchas de sangre y los restos para enterrarlos. Poco después de este atentado, el organismo ZAKA Chesed shel Emet fue fundado, reuniendo a los hombres decididos que habían sido llamados para llevar a cabo esta acción santa. Los voluntarios de ZAKA aprenden los procedimientos de identificación y entrenan según los criterios profesionales y legales más exigentes y más actuales. Sobre el terreno, los voluntarios usan el material y los equipamientos más avanzados con el fin de obtener una identificación absoluta y definitiva de las víctimas, y así evitar toda duda que daría lugar a incertidumbres religiosas y un sufrimiento psicológico suplementario de las familias. Los voluntarios están repartidos en seis unidades territoriales de todo el país. Estos voluntarios llevan encima permanentemente los aparatos de comunicación y los bipers, y se encuentran en estado de alerta constante para poder ocuparse sobre el terreno de cualquier atentado, accidente, o catástrofe o muerte no natural, a cualquier hora, en cualquier situación y en cualquier condición.
Alrededor de 1.500 voluntarios,  incluyendo especialistas en caninos y buceo, asumen la responsabilidad de asegurar que todos los restos humanos sean tratados de acuerdo con las pautas religiosas. ZAKA es la única organización autorizada por la policía israelí para manejar la recuperación y la identificación de las partes del cuerpo. Debido a eso participa en las misiones de búsqueda y rescate y los esfuerzos de extinción de incendios, el desastre internacional y los programas de prevención de accidentes.
Después de los atentados de enero de 2015 en Francia, ZAKA envió un equipo de voluntarios de Israel para dirigir los esfuerzos para limpiar la escena del terror y enterrar las partes de los cuerpos y, en los casos de ciudadanos judíos, de acuerdo con la ley judía

## Primeros auxilios
En una continuidad lógica y natural con las acciones que la organización realiza en el momento y en el lugar de la catástrofe, ZAKA puso en marcha en el año 2001 una unidad especial de primeros auxilios, con motos scooters, su objetivo es proporcionar la respuesta más rápida posible en las situaciones de urgencia médica. La puesta en marcha ultra-rápida y el tiempo de reacción mínima de estas motos permiten ganar los minutos más vitales en la hora y el momento de un accidente, los minutos son primordiales para salvar vidas. La unidad que en el momento de su creación representaba una innovación en esta área, se ha convertido rápidamente en un ejemplo a seguir. La extrema movilidad, el material de alta calidad y el tratamiento rápido y profesional, han permitido salvar docenas de vidas, Esta unidad está en expansión permanente, y cuenta actualmente con 92 motos repartidas por todo el país, representando la punta de lanza de la investigación médica de urgencia en el Estado de Israel. Paralelamente a las acciones de la unidad de primeros auxilios, ZAKA ha puesto en marcha en los lugares públicos, puntos de reanimación dotados de material médico avanzado, para responder a una emergencia.

## Identificación y rescate
Una de las ramas centrales de la actividad de ZAKA está constituida por la "Unidad de Identificación y Rescate". Conjuntamente con el Tsahal, el Ejército de Israel forma a cientos de voluntarios de la organización y los prepara para funcionar como equipos de rescate. Estos voluntarios son reunidos en una unidad de voluntarios civiles que está destinada a dar todo su apoyo a las unidades de socorro de la protección civil cuando hay muchos heridos y hay más personal sanitario. La unidad de socorro es asistida por un equipo formado en técnicas de escalada para intervenir en lugares de difícil acceso como: acantilados, barrancos, y pozos. Se trata de un grupo de voluntarios dotados de una gran fuerza física y de conocimientos médicos, que han sido preparados para actuar en caso de accidentes en un entorno peligroso, tanto en la naturaleza como en zonas urbanas.

## Búsqueda de desaparecidos
Debido a sus conocimientos en esta materia y en las actividades de sus voluntarios, ZAKA se ha comprometido a ayudar a la Policía israelí en sus acciones de búsqueda y rescate de desaparecidos. El material de comunicación y alumbrado, acompañado por la dedicación y la resolución de los voluntarios han hecho que esta unidad sea de gran ayuda. Tras la búsqueda fallida del doctor Moshé Kaniel que se ahogó, se creó una nueva unidad subacuática. Esto ha permitido encontrar en numerosos desaparecidos que se habían ahogado. Una unidad canina ha sido creada y ha contribuido a las tareas de investigación sobre el terreno especialmente en los casos de enfermos de alzheimer.

## Acción internacional

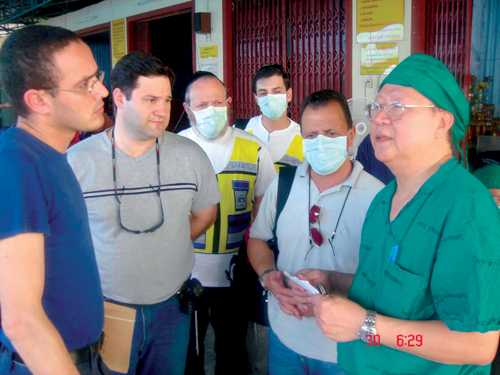
Voluntarios de ZAKA son enviados a Tailandia para ayudar a identificar a las víctimas.

ZAKA tiene representantes en diferentes países (Estados Unidos, Reino Unido, Francia, etc ...) que se ocupan de la coordinación internacional. La red de enlaces con la Policía y las autoridades locales en todo el mundo ayudan a establecer soluciones rápidas y eficaces a las calamidades diversas que hay en el mundo: ZAKA ha aportado su ayuda a las fuerzas de seguridad locales. Después de la catástrofe de la nave espacial  Columbia , tras los atentados del World Trade Center, en Mombasa (Kenia), en Bali, en Taba (Egipto), en Turquía, y tras la catástrofe de un tsunami en Tailandia. Durante la tragedia del Huracán Katrina el mundo pudo ver a los voluntarios de ZAKA evacuando los cuerpos de las víctimas sin hacer ninguna diferencia por motivos de raza o religión, con el fin de poder enterrarlos dignamente. Su unidad internacional de rescate ha ayudado en el terremoto de Nepal y los ataques terroristas de París, ambos el año pasado; Tifón Haiyan en Filipinas en 2013; El tsunami y el terremoto en Japón en 2011, y el terremoto en Haití en 2010.

## Servicio público
Como organización dedicada a la caridad y al voluntariado, ZAKA está obligada a actuar como un servicio público. Incluso en momentos de calma. Entre sus diversas acciones podemos nombrar: la ayuda, el transporte aéreo, la repatriación de los muertos, el establecimiento de una red de solidaridad, el ofrecimiento de sillas de ruedas, y la creación de puntos de encuentro para niños perdidos. ZAKA durante todo el año realiza actividades educativas y explicativas sobre los peligros de la ruta, los riesgos de los accidentes domésticos, así como la prevención de cualquier contratiempo durante las excursiones en la naturaleza.

## Educación vial

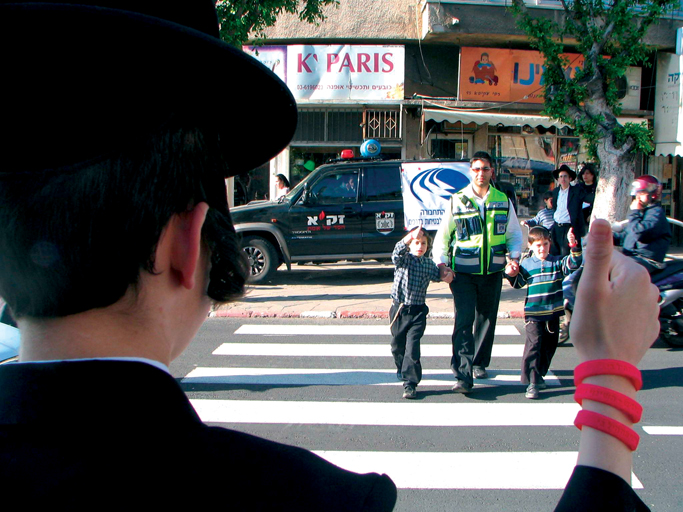
Educación vial.

Bajo el lema: "conduce despacio, ya tenemos bastante trabajo", la organización lidera la lucha contra los accidentes de tráfico, que se han convertido en un auténtico flagelo nacional, las cifras ascienden a miles de muertos y lesionados cada año, ZAKA debe hacer frente a diario a las trágicas consecuencias de estos accidentes. La organización ha llegado a la conclusión de que no hay otra opción, y se embarcó en un esfuerzo masivo para explicar y educar para el buen comportamiento en las carreteras y en la vía pública, junto con el Departamento de tráfico de la Policía de Israel, la asociación "Or Yarok" y la organización nacional de seguridad vial".

## Minorías religiosas
ZAKA está entrenando voluntarios de comunidades minoritarias para que sean los primeros en responder a la tragedia. 

Después de que Yehuda Meshi-Zahav cofundador y principal figura de ZAKA durante más de 30 años, fuera galardonado con el Premio Israel en marzo de 2021, surgieron múltiples acusaciones de haber cometido agresiones sexuales contra mujeres, niñas y niños durante varias décadas, con el conocimiento de otros miembros de la comunidad. El Canal 13 d ella televisión israelí informó que los funcionarios de ZAKA conocían las acusaciones de abuso y trabajaron para silenciarlas. Posteriormente, Meshi-Zahav renunció al liderazgo de ZAKA y renunció al Premio Israel.